# Marcelo Claure
Raúl Marcelo Claure és un empresari i emprenedor bolivià de la indústria de la distribució i fundador de Brightstar Corporation. És director executiu (CEO) de SoftBank Group International i el director d'operacions (COO) de SoftBank Group Corporation.
Des de la seva fundació el 1997, Brightstar ha crescut fins a convertir-se en una empresa de 8 bilions de dòlars amb presència en aproximadament 50 països, en sis continents. El 5 d'agost de 2014, va ser seleccionat per substituir Dan Hesse com a CEO de Sprint Corporation (efectiva l'11 d'agost de 2014). L'anunci es va fer el 6 d'agost de 2014. Va deixar el càrrec el 2018 per a incorporar-se a SoftBank.

## Primers anys i educació
Raúl Marcelo Claure va néixer a Guatemala el 9 de desembre de 1970. La carrera del seu pare com a diplomàtic bolivià, treballant específicament com a geòleg per al servei diplomàtic de les Nacions Unides, va assegurar la ciutadania boliviana de Claure.
Quan tenia dos anys, la seva família es va mudar al Marroc, després a la República Dominicana abans de tornar a La Paz, Bolívia, on Claure va passar la major part de la seva infància. Va assistir a l'escola de l'Institut Domingo Savio i després a la American Cooperative School a La Paz, on es va graduar el 1989. Més tard aquell any, va deixar La Paz per assistir al que llavors era la Universitat de Lowell, a Lowell, Massachusetts. Posteriorment va estudiar al Bentley College a Waltham, Massachusetts, on es va graduant el 1993 amb una Llicenciatura en Ciències en Economia i Finances. Té un Doctorat Honorari en Ciències Comercials de la Universitat de Bentley.

## Carrera empresarial
Després de graduar-se, Marcelo Claure va retornar a La Paz i es va unir la Federació Boliviana de Futbol com a encarregat de Màrqueting Internacional.
El 1995, va tornar als Estats Units i va comprar USA Wireless, un distribuïdor de mòbils, expandint la companyia abans de vendre-la un any més tard. El 1996, Claure es va convertir en President de Small World Communications, una companyia de comunicacions amb seu a Califòrnia. Claure va dirigir la companyia dos anys abans de mudar-se a Florida per començar Brightstar el 1997.

## Brightstar Corp.
Brightstar va ser fundada a Miami el 1997, com un distribuïdor i proveïdor de serveis per a la indústria sense fil enfocada al mercat llatí americà. La companyia va obrir oficines a Bolívia, Brasil, Paraguai i el Carib. El 2000, la companyia va arribar a un acord de distribució amb Motorola per tota Llatinoamèrica, que va ser seguit amb el llançament de subsidiàries a l'Argentina, Uruguai, Veneçuela, Equador, Perú i El Salvador. Una subsidiària nord-americana de Brightstar va néixer el 2001, amb seu a Chicago, i després es va expandir a Àsia, després Europa, Orient Mitjà i Àfrica.
Brightstar opera en aproximadament 50 països i sis continents al voltant del globus. La revista Forbes Magazine la va reconèixer com una de les més grans companyies privades als Estats Units, situant-la en el lloc número 55 el 2013. Inc. Magazine va identificar a Brightstar com una de les companyies de més ràpid creixement als Estats Units, situant-la en el lloc número 6 del seu llistat anual Inc. 500/5000 el 2009. També va ser reconeguda per Hispanicbusiness.com com el major negoci de propietat hispana als Estats Units el 2007, 2008, 2009, 2011 i 2012.
El 18 d'octubre de 2013 Brightstar i SoftBank Corp. van anunciar un acord definitiu pel qual SoftBank invertiria 1.26 bilions de Dòlars Americans en Brightstar. La transacció havia de tancar-se el gener de 2014. SoftBank adquirí aproximadament del 57 % d'accions de Brightstar (Marcelo Claure el 43 %).
Al desembre de 2013, Brightstar Corporation. va anunciar plans per adquirir 20.20 Mobile a Europa.

## Sprint
Claure es va convertir en President i CEO de Sprint l'11 d'agost de 2014 i ha servit en la junta directiva de Sprint des de gener de 2014. El nomenament es va produir en un moment d'incertesa per a l'empresa, ja que venia de comprar T-Mobile per uns 32.000 milions de dòlars. El 7 de febrer de 2017 Marcelo Claure anuncià l'adquisició d'un 33 % de TIDAL amb el qual prometia recompensar als 45 milions de clients de Sprint i als futurs subscriptors amb accés il·limitat a la plataforma d'entreteniment, així com a continguts exclusius.

## Futbol
El 2008, Claure va comprar BAISA (Bolívar Administración, Inversiones y Servicios Asociados, S.R.L.), entitat que opera el Bolívar, un equip de futbol a Bolívia. També és membre del Committee for Fair Play and Social Responsibility de la FIFA.
El 2014 va fundar, juntament amb David Beckham, el Club Internacional de Futbol Miami de la Major League Soccer (MLS).
El 2020 va comprar el 35% de les accions del Girona FC.

## Vida personal
Claure es va casar amb Jordan Engard el 2005. La parella té quatre filles i viu a Miami Beach. Claure té també dos fills d'un matrimoni anterior.

## Filantropia
Al costat de Nicholas Negroponte, és membre fundador de One Laptop Per Child, una organització enfocada en empoderar als nens pobres del món a través de l'educació proporcionant-los portàtils de baix cost.